# Disease
Disease — второй студийный альбом индустриальной / хоррор-техно-группы G.G.F.H. На этом альбоме группа приняла более техно-подход, отодвинув в сторону более медленное звучание своего более раннего материала. В альбом вошли три трека, записанные для EP Reality (Room 213 , Dead Men Don’t Rape , Real), в несколько иной форме

## Список треков
1. «Flesh» — 5:17
2. «Room 213 (Frozen Heart Mix)» — 4:26
3. «Hands» — 4:07
4. «Dead Men Don’t Rape (Revenge Mix)» — 4:23
5. «Disease» — 6:52
6. «Real (Nightmare Mix)» — 3:32
7. «Dark Powers» — 4:51
8. «Plasterchrist» — 4:52
9. «Confession» (Песня «Confession» заканчивается на 1:07. После 11 минут молчания [1:07 — 12:07] начинается безымянный скрытый трек .) — 15:15

## Персонал
- Ghost (Майкл Гейст) — вокал / программирование
- Брайан Дж. Уоллс — гитара / синтезаторы

## Критика
Колин Ларкин на страницах своей энциклопедии популярной музыки в статье, посвящённой группе G.G.F.H., писал, что по сравнению со скрежещущим гулом первого альбома коллектива Eclipse во втором альбоме Disease тон более электронный, более лёгкий, но не менее тревожный. Ларкин нашёл, что в Disease группа отказалась от сатанизма в пользу более общей темы городского уныния, сексуального насилия и серийных убийств.